# Prasnikirtvány
Prasnikirtvány (szlovákul Prašník) község Szlovákiában, a Nagyszombati kerületben, a Pöstyéni járásban.

## Fekvése
Pöstyéntől 14 km-re északnyugatra fekszik.

## Története
Területe a trianoni békeszerződésig Nyitra vármegye Vágújhelyi járásához tartozott. 1958-ban vált ki Verbó területéből.

## Népessége
| Év:            | 1994. | 2004.   | 2014.   | 2024.   |
| -------------- | ----- | ------- | ------- | ------- |
| Emberek száma: | 896   | 851     | 854     | 823     |
| Eltérés:       |       | -5,02 % | +0,35 % | -3,62 % |

| Év:            | 2023. | 2024.   |
| -------------- | ----- | ------- |
| Emberek száma: | 812   | 823     |
| Eltérés:       |       | +1,35 % |

1910-ben még nem volt önálló település.
2001-ben 865 lakosából 847 szlovák volt.
2011-ben 858 lakosából 738 szlovák és 62 roma.

## Külső hivatkozások
- Községinfó
- Prasnikirtvány Szlovákia térképén
- Travelatlas.sk
- A TJ OŠK Prašník labdarúgócsapatának honlapja
- E-obce.sk Archiválva 2008. február 19-i dátummal a Wayback Machine-ben